# Panagrolaimus kolymaensis

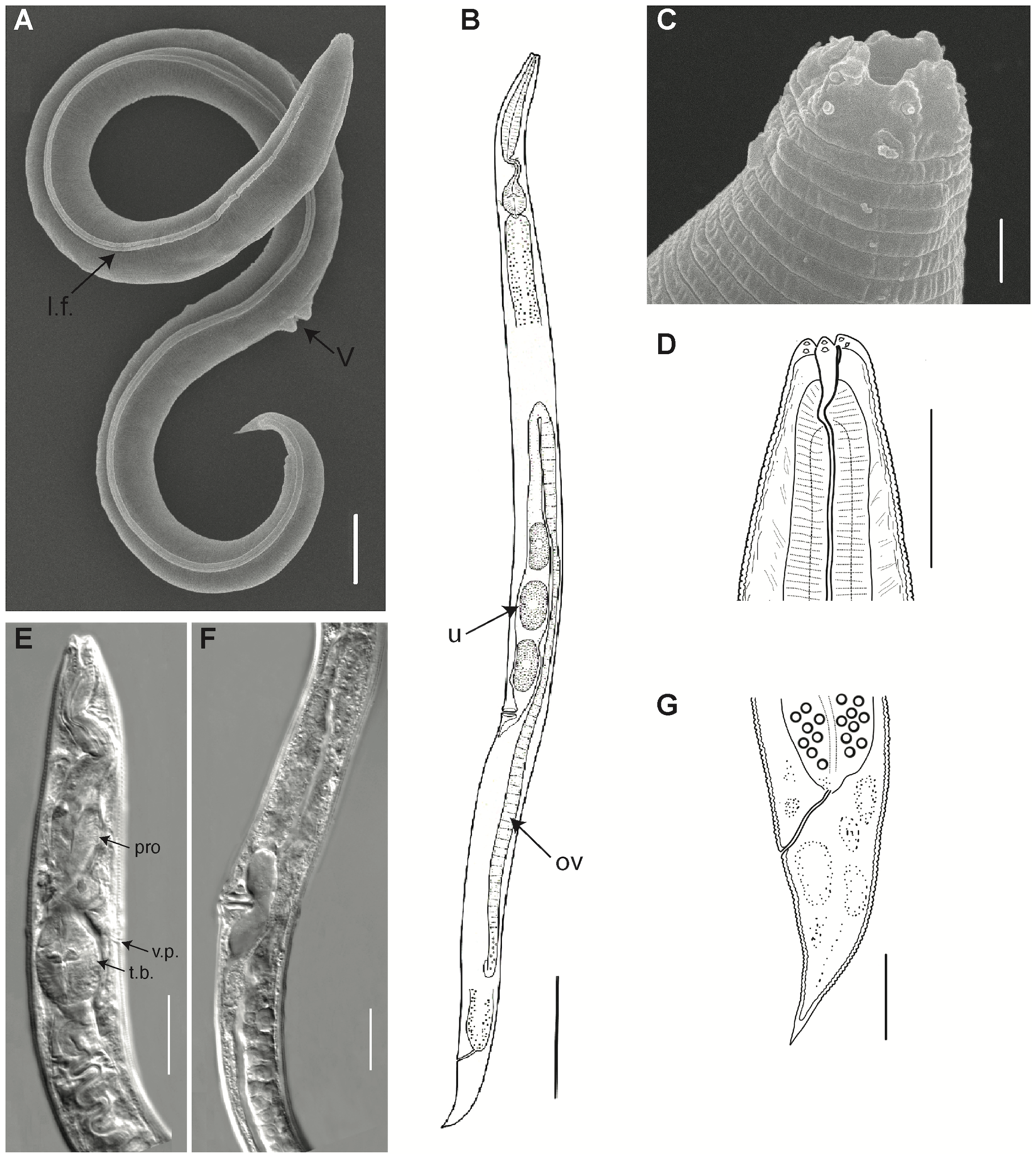
Panagrolaimus kolymaensis

Panagrolaimus kolymaensis é uma espécie de nematóide recém-descoberta em 2018 encontrada no permafrost da Sibéria. Em 2023, pesquisadores do Instituto de Zoologia da Universidade de Colônia, do Instituto Max Planck de Biologia Celular e Genética Molecular (MPI-CBG) em Dresden e do Centro de Biologia de Sistemas de Dresden (CSBD) descobriram que um animal de 46.000 anos nematóide que vive no permafrost da Sibéria, pertence a esta espécie não descrita anteriormente, encontrados no permafrost da Sibéria e trazidos de volta a vida após um descongelamento.
Eles mostraram que os mecanismos bioquímicos empregados por Panagrolaimus kolymaensis para sobreviver à dessecação e congelamento em condições de laboratório são semelhantes aos de um estágio do ciclo de vida do importante modelo biológico Caenorhabditis elegans .  

## literatura
- Anastasia Shatilovich, Vamshidhar R Gade, Martin Pippel, Tarja T Hoffmeyer, Alexei V Tchesunov, Lewis Stevens, Sylke Winkler, Graham M Hughes, Sofia Traikov, Michael Hiller, Elizaveta Rivkina, Philipp H Schiffer, Eugene W Myers, Teymuras V. Kurzchalia : Uma nova espécie de nematóide do permafrost siberiano compartilha mecanismos adaptativos para a sobrevivência criptobiótica com a larva C. elegans dauer. In: PLoS Genet . 19(7) doi:10.1371/journal.pgen.1010798
- Anastasia Shatilovich, Vamshidhar R Gade, Martin Pippel, Tarja T Hoffmeyer, Alexei V Tchesunov, Lewis Stevens, Sylke Winkler, Graham M Hughes, Sofia Traikov, Michael Hiller, Elizaveta Rivkina, Philipp H Schiffer, Eugene W Myers, Teymuras V. Kurzchalia: Os nematóides podem sobreviver em uma forma de vida suspensa por tempo indefinido. doi:10.1101/2022.01.28.478251

- Referências

1. ↑  «Vermes de 46 mil anos voltam à vida após processo de descongelamento». G1. 29 de julho de 2023. Consultado em 30 de julho de 2023
2. ↑  Gomes, Giovanna (28 de julho de 2023). «Verme congelado por 46 mil anos é reanimado por cientistas». Aventuras na História. Consultado em 30 de julho de 2023